# 감천 (경상도)
감천(甘川)은 경상북도 김천시와 구미시를 흐르는 하천이다. 길이는 69km이며, 김천시에 있는 수도산에서 발원하여 김천시를 흐르다가 구미시 선산읍에서 낙동강으로 흘러 들어간다. 상류에는 곡류의 특징이 잘 나타나 있다.